# Caesalpinia oppositifolia
Caesalpinia oppositifolia là một loài thực vật có hoa trong họ Đậu. Loài này được Hattink miêu tả khoa học đầu tiên.